# Линия Фултон-стрит, Би-эм-ти
Линия Фултон-стрит, Би-эм-ти (англ. BMT Fulton Street Line, другие названия: эстакадная линия Фултон-стрит, линия Кингс-Каунти) — бывшая линия Нью-Йоркского метро, эксплуатировавшаяся «Транспортной корпорацией Бруклина и Манхэттена» (англ. Brooklyn–Manhattan Transit Corporation, BMT) и с 1940 по 1956 год входившая в состав Дивизиона B. Обслуживала районы Куинс и Бруклин. Линия шла над Фултон-стрит, от станции Фултон-Ферри в одноимённом округе Центрального Бруклина на восток, в округ Ист-Нью-Йорк, затем поворачивала на юг и шла над Ван-Синдерен-авеню и Снедикер-авеню, затем линия опять поворачивала на восток и шла над Питкин-авеню, поворачивала на север и шла над Юклид-авеню и, наконец, в последний раз поворачивала на восток и шла над Либерти-авеню до своей восточной конечной станции Леффертс-авеню — 111-я улица в округе Озон-Парк в Куинсе.
| 13 FULTON ST |

| 13 14TH STREET |

| 13 FULTON ST |

| 13 14TH STREET |

Вся линия, проходившая через Бруклин, была закрыта и снесена, но часть линии в Куинсе была переподключена к Нью-Йоркскому метро, и сейчас она является частью подземной линии Фултон-стрит, которая заменила старую эстакадную линию в Бруклине. Эстакадная линия Фултон-стрит была главной линией Эстакадной железной дороги Кингс-Каунти (Kings County Elevated Railway), первая часть которой открылась в 1888 году.

## История

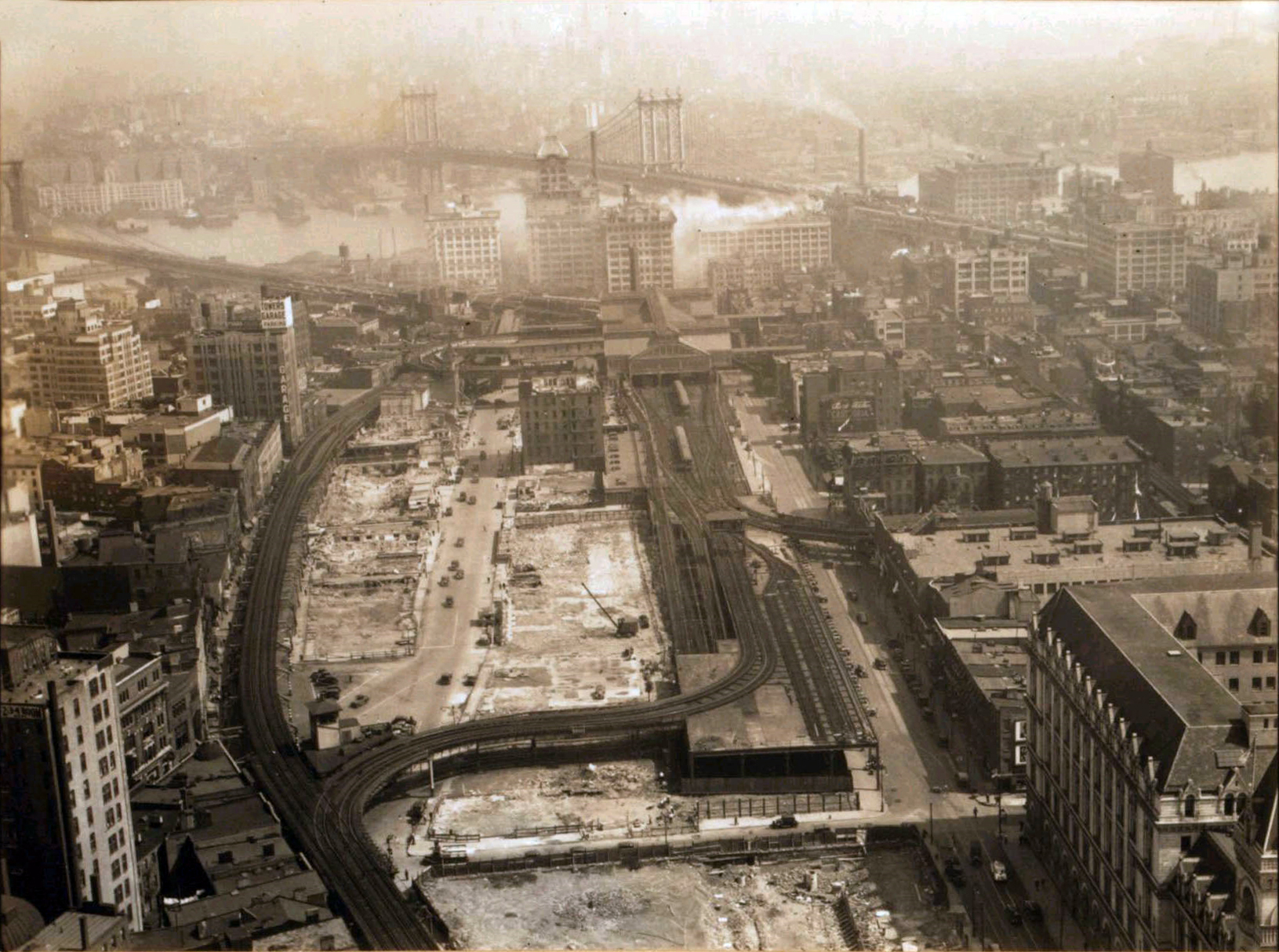
Станция Сандс-стрит в 1936 году

Компания «Эстакадная железная дорога Кингс-Каунти» открыла линию от двух западных конечных станций (Фултон-Ферри и Сандс-стрит) до станции Ностранд-авеню 24 апреля 1888 года. И уже 30 мая 1888 года линия была продлена ещё дальше на восток, к станции Олбани-авеню. Эта станция должна была обслуживать поезда лишь в восточном направлении, но станция для поездов на запад, расположенная над Самнер-авеню, ещё не была готова, поэтому станция Олбани-авеню временно обслуживала поезда обоих направлений. 20 сентября 1888 года линия была продлена до станции Ральф-авеню, а в начале ноября — к Рокавей-авеню в округе Ист-Нью-Йорк.
6 июля 1888 года компании было дано разрешение на строительство новой линии из округа Гринпойнт в Бруклине на юг, через район Уильямсберг, к Кент-авеню и Мертл-авеню. В это же время предлагался проект продления линии Кингс-Каунти от станции Рокавей-авеню к границам тогдашнего города Бруклин. Но первый проект так и не был осуществлён, а вот продление уже существующей линии было одобрено. Первая часть этого продления над Фултон-стрит и Уильямс-плейс открылась 4 июля 1889 года. Кроме того было построено соединение с Лонг-Айлендской железной дорогой около станции Манхэттен-кроссинг. Пересадка на LIRR стала осуществляться со станции Атлантик-авеню. 18 ноября 1889 года линия была продлена ещё дальше на восток, к станции Ван-Сиклен-авеню. Эта новая часть проходила над Снедикер-авеню и Питкин-авеню. Из-за нехватки древесины для второго пути до середины декабря между станциями Пенсильвания-авеню и Ван-Сиклен-авеню курсировал временный челнок. 22 февраля 1892 года эстакаду продлили до станции Линвуд-стрит, а 21 марта — до станции Монток-авеню. 16 июля 1894 года линия Фултон-стрит была продлена до станции Грант-авеню, находившейся прямо на границе города Бруклина с Куинсом, районом Нью-Йорка. Новая эстакада проходила над Питкин-авеню, Юклид-авеню и Либерти-авеню.
5 февраля 1896 года «Эстакадная железная дорога Кингс-Каунти» взяла в аренду пути Железной дороги Бруклина и Брайтон-Бич (Brooklyn and Brighton Beach Railroad; ныне Линия Брайтон). А уже 15 августа 1896 года открылось новое, двухпутное соединение между линией Фултон-стрит и только что приобретённой железной дорогой. Оно начиналось от сохранившейся до нашего времени станции Франклин-авеню и включала в себя станцию Дин-стрит, которая была закрыта в 1995 году. С этого момента поезда компании стали курсировать между станцией Сандс-стрит, находившейся около Бруклинского моста, и станцией Брайтон-Бич, находящейся в одноимённом округе.
Последнее продление линии, от станции Грант-авеню до Леффертс-авеню — 119-я улица, произошло в рамках Двойных контрактов и было открыто 25 сентября 1915 года. В это же время линия стала трёхпутной. Но 31 мая 1940 года участок линии к западу от станции Рокавей-авеню был закрыт и снесён. На Рокавей-авеню была организована пересадка на уже существовавшую к тому времени подземную линию Фултон-стрит. Кроме того, был организован маршрут через эстакадную линию Лексингтон-авеню, которая проходила почти параллельно снесённой части линии Фултон-стрит. Новый маршрут назвали BMT 12. Но уже 13 октября 1950 года линия Лексингтон-авеню также была закрыта и снесена, а 26 апреля 1956 года был закрыт и снесён участок линии Фултон-стрит от Рокавей-авеню до Грант-авеню включительно. С 29 апреля по сохранившемуся отрезку от станции Хадсон-стрит — 80-я улица до Леффертс-авеню — 119-я улица стали курсировать поезда подземной линии Фултон-стрит.

## Обслуживавшие маршруты
Основным маршрутом до 31 мая 1940 года был BMT 13, обслуживавший всю линию и всё время. Но 31 мая маршрут был урезан до Рокавей-авеню. В это же время к уже существующему BMT 13 добавился BMT 12, который курсировал между станцией Леффертс-авеню — 119-я улица и станцией Парк-Роу в Нижнем Манхэттене до 1944 года и Бридж-стрит — Джей-стрит в Центральном Бруклине до 1950 года. Именно в этом году маршрут BMT 12 был упразднён в связи с закрытием и сносом линии Лексингтон-авеню.

## Список станций
| Эссекс-стрит (1908) |
|                     |
|                     |

|  |  |  |
|  |  |  |
|  |  |  |

|  |  |  |
|  |  |  |
|  |  |  |

| Сатфин-бульвар — Арчер-авеню — Аэропорт имени Джона Кеннеди (1988) |
|                                                                    |
|                                                                    |

| Джамейка-Сентер — Парсонс — Арчер (1988) |
|                                          |
|                                          |

| Марси-авеню (1888) |
|                    |
|                    |

| Хьюс-стрит (1888) |
|                   |
|                   |

| Лоример-стрит (1888) |
|                      |
|                      |

| Флашинг-авеню (1888) |
|                      |
|                      |

| Мертл-авеню (1888) |
|                    |
|                    |

|  |
|  |
|  |
|  |
|  |

| Кларк-стрит — Тиллари-стрит (1888—1940) |
|                                         |
|                                         |
|                                         |
|                                         |
|                                         |

| Корт-стрит — Мертл-авеню (1888—1940) |
|                                      |
|                                      |
|                                      |
|                                      |
|                                      |

| Декалб-авеню (1915) |  |
|                     |  |

| Атлантик-авеню — Барклайс-центр (1920) |
|                                        |
|                                        |

| Атлантик-авеню — Барклайс-центр (1915) |  |
|                                        |  |

| Франклин-авеню (1896) |  |
|                       |  |

| Седьмая авеню (1920) |  |
|                      |  |

| Бруклин-авеню — Томпкинс-авеню (1888—1940) |
|                                            |
|                                            |
|                                            |
|                                            |
|                                            |

| Олбани-авеню — Самнер-авеню (1888—1940) |
|                                         |
|                                         |
|                                         |
|                                         |
|                                         |

| Атлантик-авеню (1889) |  |
|                       |  |

| 36-я улица (1915) |  |
|                   |  |

| Проспект-парк (1878) |  |  |
|                      |  |  |

| Девятая авеню (1916) |  |
|                      |  |

| Черч-авеню (1933) |  |
|                   |  |

|  |  |
|  |  |

|  |  |
|  |  |
|  |  |
|  |  |
|  |  |
|  |  |

Станции на линии
| Условные обозначения |
| для дней и часов работы маршрутов (более точно указано во всплывающих подсказках при этих обозначениях): |
| --- |
| круглосуточно круглосуточно, кроме ночи круглосуточно, кроме будней днём (либо часов пик) в пиковом направлении в будни днём (и, возможно, вечером) в будни круглосуточно в часы пик в будни днём (либо в часы пик) в пиковом направлении в будни днём (либо в часы пик) в направлении, обратном пиковому в выходные ночью ночью и в выходные (и, возможно, вечером) нет движения поездов |

|  |  |   |
|  |  | … |
|  |  |   |

|                                                                                       |  |  |
| S (челнок Франклин-авеню) — круглосуточно · S (челнок Франклин-авеню) — круглосуточно |  |  |
|                                                                                       |  |  |

|  |  |                                       |
|  |  | L — круглосуточно · L — круглосуточно |
|  |  |                                       |

|                                       |  |  |
| L — круглосуточно · L — круглосуточно |  |  |
|                                       |  |  |

|  |  | |
|  |  | A — круглосуточно · A — круглосуточно · S (челнок Леффертс-бульвара) — ночью · S (челнок Леффертс-бульвара) — ночью |
|  |  | |